# Manu Kuku
Manu Kuku is een bestuurslaag in het regentschap West-Soemba van de provincie Oost-Nusa Tenggara, Indonesië. Manu Kuku telt 991 inwoners (volkstelling 2010).